# Гроссер, Бронислав Никидимович

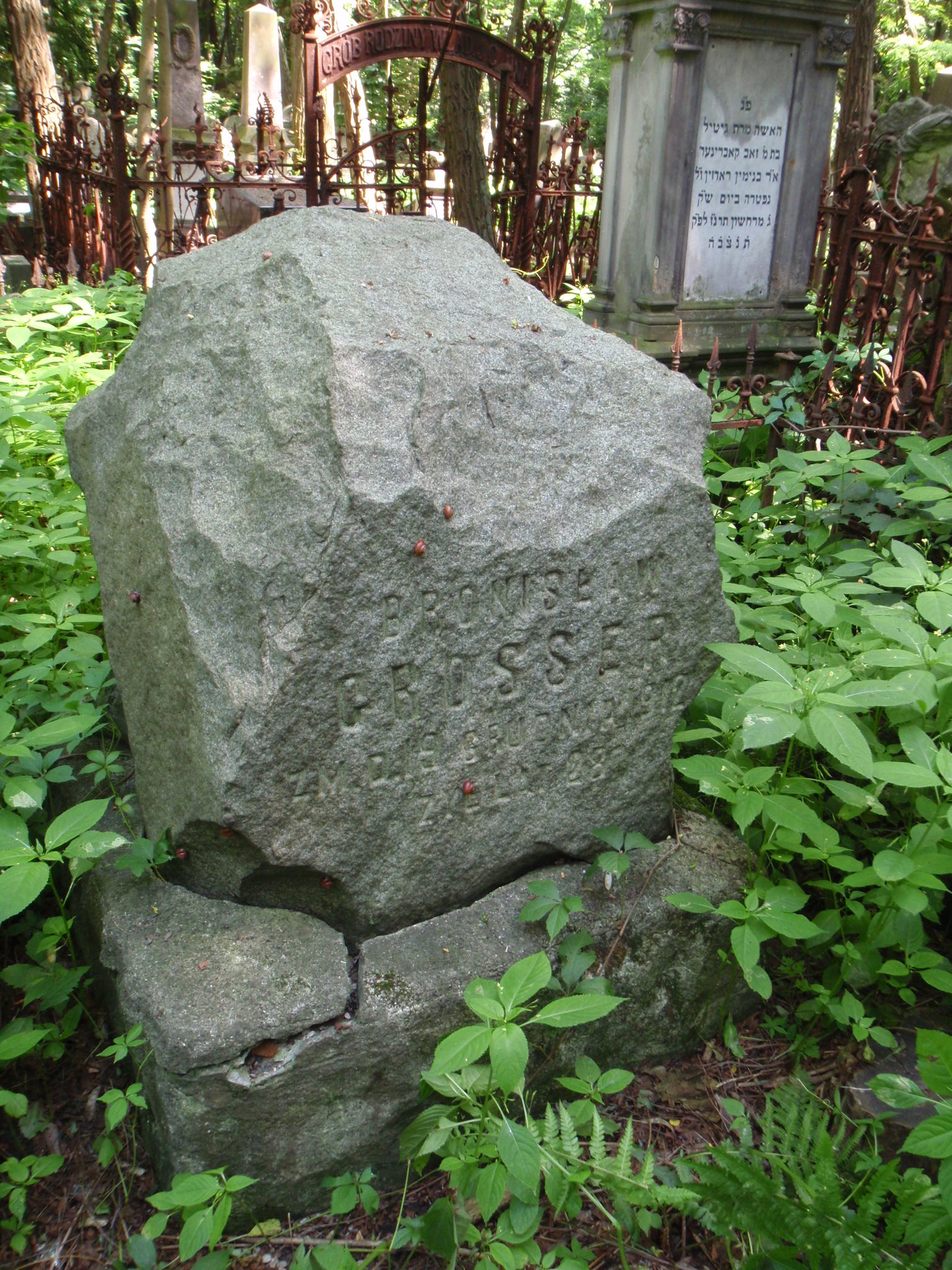
Могила Бронислава Гроссера на еврейском кладбище в Варшаве

Бронислав Никидимович Гроссер (родился в 1883 году в Мехуве, умер 19 декабря 1912 года в Санкт-Петербурге ) — польский юрист, адвокат, деятель Бунда, публицист и участник польского движения за независимость.

## Биография
Родился в ассимилированной еврейской семье, не имевшей никаких связей с еврейской культурой. В 1888 году вместе с семьей переехал в Варшаву. В 1896 году заинтересовался наследием своих предков и начал изучать иврит. Во время учебы в Третьей средней школе в Варшаве приобщился к социалистическому движению. В 1903 году он вступил в Бунд. Вскоре, под угрозой ареста, эмигрировал в Швейцарию, где в 1904–1905 годах в Женеве издавал партийный журнал на польском языке «Głos Bundu». С 1904 по 1908 год изучал право в Цюрихе. Сотрудничал с активистами Социал-демократии Королевства Польского и Литовского и Польской социалистической партии, находившимися в изгнании.
Вернувшись в страну, стал активно заниматься политикой. Он поддерживал существование отдельного социалистического движения среди евреев и сотрудничество между поляками и евреями, резко осуждал национализм в среде этих двух народов. Среди прочего он опубликовал свои взгляды в статье Pro domo sua в виленском журнале «Wiedza» (1910). В 1912 году окончил юридический факультет Петербургского университета и был зачислен в список присяжных поверенных. На IX конференции Бунда в Вене избран в Центральный комитет Бунда. В том же году он заболел тифом и умер.
Похоронен на еврейском кладбище на улице Окоповой в Варшаве (участок 33, улица 7). Похороны стали крупной политической демонстрацией еврейских рабочих. В межвоенный период многие культурные учреждения, созданные Бундом, были названы его именем.
Его женой была Чеслава Гроссерова (1883-1937) — социалистка и коммунистка.

## Память
Его имя носила еврейская земледельческая колония Гроссер в Днепропетровской области Украины, ныне село Близнюки. 

## Сноски
1. ↑  Polski Słownik Judaistyczny (пол.)
2. ↑  Cmentarze m. st. Warszawy. Cmentarze żydowskie. — Warszawa : Rokart, 2003. — ISBN 83-916419-3-7.